# Pour faire une chanson
Ne doit pas être confondu avec Pour faire une chanson (chanson).
Albums de Dorothée
Hou ! La menteuse
(1982) Qu'il est bête !
(1984)
Pour faire une chanson est le troisième album studio de Dorothée sorti en septembre 1983.
Deux des chansons de l'opus mettent en lumière la star du dernier film de Steven Spielberg, E.T., l'extra-terrestre (La drôle de bête et L'extraterrestre). Cabu, toujours aux commandes des illustrations des premiers albums de Dorothée, fera une grande place à ce personnage.
C'est aussi le premier album de Dorothée comprenant des chansons avec narration à la première personne du singulier, employant dans le texte le "je", comme dans Hello, hello, l'humoristique Chère Dorothée où elle communique avec son ange-gardien, Je veux qu'on m'aime où elle se compare à une poupée laissée dans un grenier, Mon petit chien copain parlant de son chien Roxan, Pour de rire ou pour de vrai où elle se rappelle ses jeux avec un ami d'enfance.
La chanson Elle voulait faire du cinéma, où une jeune actrice n'arrive pas à percer dans ce milieu, peut faire allusion aussi à sa propre histoire. À ce moment-là, Dorothée avait déjà joué dans les deux films (L'amour en fuite de François Truffaut et Pile ou face de Robert Enrico) et cette expérience lui avait plu, mais elle dut par la suite se concentrer sur sa carrière d'animatrice et de chanteuse. 
Le single Pour faire une chanson fera l'objet d'une comédie musicale Pour faire une chanson, jouée 50 fois par Dorothée et son équipe lors d'une grande tournée d'été en 1983 (podium RMC), puis au Champ-de-Mars lors des fêtes de Noël 1983.

## Titres
| No  | Titre                           | Durée |
| --- | ------------------------------- | ----- |
| 1.  | Pour faire une chanson          | 2:46  |
| 2.  | Hello, hello                    | 3:21  |
| 3.  | Y'a d'la bagarre au saloon      | 3:56  |
| 4.  | Chère Dorothée                  | 2:11  |
| 5.  | Elle voulait faire du cinéma    | 2:49  |
| 6.  | Oui ou non                      | 2:45  |
| 7.  | Je veux qu'on m'aime            | 3:31  |
| 8.  | Un petit cadeau pour ta maman   | 2:28  |
| 9.  | Le groupe                       | 2:39  |
| 10. | Mon petit chien copain          | 2:26  |
| 11. | Le petit garçon aux yeux clairs | 3:21  |
| 12. | L'héroïne de BD                 | 3:16  |
| 13. | Pour de rire ou pour de vrai    | 2:59  |
| 14. | La drôle de bête                | 3:19  |
| 15. | J'ai vidé ma valise             | 2:29  |
| 16. | L'extraterrestre                | 3:16  |

## Singles
- Septembre 1983 : Pour faire une chanson.
- Décembre 1983 : Bonjour Dorothée / Le groupe.

## Crédit
Paroles et musiques : Jean-François Porry et Gérard Salesses.
Sauf : Je veux qu'on m'aime : Michel Jourdan.

## Supports
| Année | Format       | Label         | Catalogue            |
| ----- | ------------ | ------------- | -------------------- |
| 1983  | 33 Tours     | AB / Polydor  | AB 8154761 / POL 365 |
| 1983  | Musicassette | AB / Polydor  | AB 8154764 / POL 565 |
| 1984  | Musicassette | AB / Polygram | AB 8154764 / PY 581  |
| 1989  | 33 Tours     | AB / Polygram | AB 8154761 / PY 263  |
| 1989  | Musicassette | AB / Polygram | AB 8154764 / PY 563  |
| 1989  | CD           | AB / Polygram | AB 8154762 / PY 899  |